# Maywood Park
Maywood Park è una città degli Stati Uniti d'America situata nell'Oregon, nella Contea di Multnomah. Si tratta di un'enclave della città di Portland.